# Бор (хемијски елемент)
Бор (лат. borum) јесте хемијски елемент са симболом B и редним бројем 5. У периодном систему налази се у III главној групи (по њему названу група бора), као и у другој периоди. Има особине неметала, тровалентан је и релативно редак. У природи се јавља у облику једињења са кисеоником, често као боракс и кернит, док се на неким налазиштима налази у количинама исплативим за експлоатацију. Бор постоји у неколико алотропских модификација. Аморфни бор је смеђи прах. Од кристалних облика бора познате су многе модификације. Данашњи енглески назив boron за овај елемент упућује на његову сличност са угљеником, енгл. carbon.
Једињења бора имају бројне примене у различитим индустријским областима. Индустрија детерџената и средстава за прање користи једињења бора попут натријум пербората у великим количинама као средство за избељивање, док индустрија стакла користи бор у облику бораксових једињења за прављење чаша и керамике са добром отпорношћу на хемикалије и велике промене температуре. Елементарни бор се употребљава у индустрији полупроводника за дотирање. Полимери бора и керамика играју значајну улогу за производњу лаких али чврстих материјала и материјала отпорних на ватру. Бор карбид има изузетно велику тврдоћу и користи се као средство за брушење, а за лемљење једињења бора се користе као катализатор. При хидроборирању реагенси бора служе за синтезу органских финих хемикалија. Природни бор се састоји из два стабилна изотопа, од којих је 10Бор погодан за реакције неутронског захвата.

## Историја
Једињења бора (из фарси језика بوره  преко арап. بورق burak и грчког βοραχου односно латинског borax) позната су хиљадама година. У старом Египту за мумификовање се користио минерал натрон (сода), који је поред других једињења садржавао и борате. Од 4. века, боракс стакло се користило у Кинеском царству. Једињења бора су се користила у античком Риму за производњу стакла.
Тек 1808. године Жозеф Луј Ге-Лисак i Луи Жак Тенар добили су елементарни бор реакцијом бор триоксида са калијумом, док је касније и Хамфри Дејви путем електролизе борне киселине такође, независно од прве двојице, добио бор. Јакоб Берцелијус је 1824. године утврдио да је новодобијена супстанца заправо нови хемијски елемент. Добијање чистог кристализованог бора успело је америчком хемичару В. Вајнтраубу 1909. године реакцијом редукције бор триоксида са водоником помоћу електричног лука.

## Особине

### Физичке
Због високе енергије јонизације, нису познати катјони бора B3+. Сложене структуре у многим једињењима бора и њихове особине показују да се односи међуатомских веза у њима не могу исувише поједностављено описивати као ковалентне, металне или јонске, него се оне морају заменити са теоријом молекуларних орбитала.
Електронска конфигурација бора  показује да су доступна само три електрона у другој љусци за грађење ковалентних веза са  орбиталама. Овај недостатак електрона се компензује кроз вишецентричне везе, нарочито везе са три центра и понашање акцептора електрона (концепт Луисових киселина-база). Научницима је 2012. године успело да добију једињење бора са једном троструком везом између два атома бора. Бор пропушта инфрацрвено светло. На собној температури исказује врло слабу електричну проводљивост, међутим она знатно расте при вишим температурама. Бор има највиши отпор на извлачење међу свим познатим елементима, као и другу највећу тврдоћу, мању само од модификације угљеника - дијаманта. Борове модификације имају велике физичке и хемијске сличности са тврдом керамиком попут силицијум карбида и волфрам карбида. Способности бора да направи стабилне ковалентне везе у просторној мрежи је такође одређена индикација на хемијске сличности бора са својим суседима из периодног система, угљеником и силицијумом.

### Хемијске
До 400 °C бор врло слабо реагује, тек на вишим температурама реагује као снажно редукцијско средство. На температурама преко 700 °C запаљен на ваздуху сагорева до бор триоксида . Бор не нападају кључала хлороводонична нити флуороводонична киселина. Концентрирана сумпорна киселина напада бор тек на температури преко 200 °C, оксидирајући га, док га концентрована фосфатна киселина напада на температурама изнад 600 °C.
Када се  раствори у води настаје врло слаба борна киселина. Њен испарљиви естар, а најуочљивије триметилестер борне киселине, боји пламен у снажну зелену боју.
Једна од важних истраживачких дисциплина данашње неорганске хемије су једињења бора са водоником (борани), као и са водоником и азотом која имају одређене сличности са угљоводоницима (изоелектрични), на пример боразин  (неоргански бензен). Познат је цели низ органских једињења бора, попут боронских киселина.

### Изотопи
Бор има природне стабилне изотопе, 11B (са уделом од 80,1%) и 10B (19,9%). Разлика у масама резултира широким распоном вредности δ11B, које су дефинисане процентуалном разликом између 11 и 10B а традиционално се изражава у деловима на хиљаду. У природним водама та вредност се креће од -16 до +59. Познато је 13 изотопа бора, међу којима најкраће живући изотоп је 7, који се распада емисијом протона и алфа распадом. Он има време полураспада од 3,5×10−22 секунди. Изотопско фракционирање бора се контролише помоћу реакција размене борових једињења  и . Изотопи бора се се такође фракционишу током кристализације минерала, током фазне промене  у хидротермалним системима и током хидротермалне промене стена. Последњи ефекат резултира преференцијалним уклањањем јона  у глину. Као резултат у растворима се добија обогаћени  те то може бити узрок великог обогаћења 11B у морској води у односу на океанску и континенталну кору. Ова разлике може деловати као изотопски потпис. Егзотични 17 показује особину „нуклеарног халоа”, тј. његов радијус је далеко већи од оног што би се предвидело у моделу „текуће капи”.
Изотоп 10 је врло добар за „хватање” термалних неутрона. Нуклеарна индустрија врши обогаћивање природног бора до готово чистог изотопа 10B. Мање вредни нуспроизвод, осиромашени бор, је готово потпуно чисти изотоп 11.

### Модификације
Вјероватно термодинамички најстабилнија форма бора је β-ромбоедарска модификација (β-бор). Она има доста сложену структуру са најмање 105 борових атома по елементарној ћелији, при чему треба убројати и неке атоме бора, који се налазе на делимично заузетим положајима. Број атома бора по елементарној ћелији се у разним изворима наводи од 114 до 121 атома. Структура ове модификације се може описати као полиедар са 60 углова.
Најједноставнија алотропска модификација је α-ромбоедарска форма бора (α-бор). У овој модификацији доминира структурна јединица B12-икосаедар са дванаест атома бора у икосаедру. Они су посложени у слојеве слично као код кубиног плошноцентрираног система. Икосаедри су повезани у један слој путем споја са три центра док су икосаедри суседних слојева међусобно спојени са два центра.
α-тетрагонални бор (познат и као γ-бор), који је заправо први проучавани кристални облик бора, садржи 50 атома бора по елементарној ћелији (у складу са формулом, а може се на пример, у зависности од услова добијања, појавити и у облику укључних веза . У α-тетрагоналном бору, без других атома, сваки атом бора је повезан увек са четири B12-икосаедра. Сваки икосаедар има везе са по два појединачна атома бора и десет суседних икосаедара. Откако је први пут описана ова структура, научницима никад није пошло за руком да начине ову модификацију у потпуно чистом облику. Због тога, често се полази од претпоставке, да чисти α-тетрагонални бор у описаној структури заправо не постоји.
Елементарни бор је црн, веома тврд, а при собној температури је врло слаб проводник. У природи се не појављује у таквом елементарном стању.
Научници са ETH Цирих представили су јонске кристале сачињене од изразито чистог бора. При томе је неопходно материјал изложити притиску од око 30 GPa и температури од око 1500 °C. Иста радна група је у међувремену објавила и наставак ових истраживања, у којима се ситуација везе у овој модификацији описује као ковалентна.
У једној студији на немачком Универзитету у Бајројту групи научника је 2011. године успело да идентификује α-ромбоедарски бор као, без сумње, термодинамички најстабилнију фазу бора. У лабораторији високог притиска синтетисана је серија различитих кристала бора при температурама до 2300 K и притисцима до 15 GPa. Од посебног занимања за истраживање и индустријску примену, као што је полупроводничка технологија, су монокристали α-бора.

## Заступљеност
Заступљеност у горњим слојевима Земље износи 0,0009%. Најзначајнија руда бора је:  (боракс),
Богатим извором бора у исхрани је и поврће и воће (међу воћем бора највише има у орасима).

## Једињења
Једињења бора су : NaBH4, борна киселина, бор(III) оксид(B2O3), бор(III)хидроксид (B(OH)3)) који се назива и борна киселина пошто има киселе особине.
Позната једињења бора су и борати. Борати се ископавају из испаравајућих лежишта код језера Сирлес у Калифорнији и другим местима у пустињама. Укупна вредност хемикалија произведених из језера Сирлес прелази вредност од 1 милијарде америчких долара($).

## Биолошки значај
Бор је неопходан за правилан развој биљака. Потпомаже транспорт органских једињења кроз биљку (највише шећера), утиче на стварање елемената за размножавање код биљака.
Бор има утицај и на човеков организам, пре свега на скелет. Претпоставља се да је неопходан за равномерно распоређивање калцијума у организму. Заједно са калцијумом, магнезијумом и витамином D регулише метаболизам, раст и развој коштаног ткива. Његов недостатак изазива губитак калцијума и деминерализацију костију.

## Примена
Бор је битан састојак у производњи стакла, керамике, глазура, пољопривредних хемикалија, омекшивача воде, у фармацији у производњи лекова.

## Добијање
Бор се може добити из боракса и испаравањем бората.